# スティーブ・モリター
スティーブ・モリター（Steve Molitor、1980年4月4日 - ）は、カナダのプロボクサー。元IBF世界スーパーバンタム級王者（2回）。現在はトロント在住。オンタリオ州のサーニア出身。
「The Canadian Kid（カナディアン・キッド）」の異名を持つ。

## 来歴
2000年5月18日、カナダでプロデビュー。
2002年2月15日、無敗のままカナダスーパーバンタム級王座を獲得。
2002年4月10日、WBF世界バンタム級王座を獲得した。
2002年6月21日、WBF王座を一度防衛した。3ヶ月後にはコモンウェルスイギリス連邦バンタム級王座の獲得に成功した。
2004年4月21日、NABF北米バンタム級王座を獲得した。
2006年11月10日、イギリスでマイケル・ハンターとIBF世界スーパーバンタム級王座決定戦を行う。4回にダウンを奪って優位に進めると、5回にダウンを追加しカウントアウト。5回1分32秒KO勝ちを収め王座獲得に成功した。
2007年7月14日、オンタリオ州ラマのカジノ・ラマでタカラニ・ヌドロブ(南アフリカ)と対戦し、終始粘るヌドロブを最後は左フックで痛烈なダウンを奪うとそのままレフェリーストップを呼び込み初防衛に成功した。
2007年10月27日、マニー・パッキャオとの対戦経験があるIBFパンパシフィックスーパーバンタム級王者ファーサン・3Kバッテリー(タイ)と対戦。IBFパンパシフィック王座を11度防衛し7試合連続KO勝ちと勢いに乗る指名挑戦者ファーサンを相手に左強打を打たせずに優位に進めた。12回3-0(2者が119-109、120-108)の大差判定勝ち。強打の相手を完封し2度目の防衛に成功した。
2008年1月19日、メキシコスーパーバンタム級王者で67%超のKO率を誇る強打者リカルド・カルティーヨ(メキシコ)と3回目の防衛戦を行い、強打のカスティーヨを裁き12回3-0(3者とも118-109)の大差判定勝ちを収め3度目の防衛に成功した。
2008年4月5日、フェルナンド・ベルトラン(メキシコ)と4度目の防衛戦を行い、フルマーク2人(120-107)と1人は大差(119-108)を支持し判定勝ち。4度目の防衛に成功した。
2008年8月29日、18戦全勝のフェルナンド・ラバーラと対戦し10回2分34秒レフェリーストップによるTKO勝ちを収め5度目の防衛に成功した。
2008年11月21日、WBA世界スーパーバンタム級王者のセレスティーノ・カバジェロとの統一戦で4Rに右アッパーで前のめりにダウンを奪われ、その後またしても右アッパーが決まり膝から崩れ失神したのを見てレフェリーストップ。TKOで敗れ、王座を失いプロデビューからの連勝無敗記録も28で止まった。
2010年3月27日、IBF世界スーパーバンタム級王座決定戦でタカラニ・ヌドロブと2度目の対戦を行った。前回同様粘られたが12回判定勝ち(117-111、116-112、115-113)で王座に返り咲いた。
2010年9月11日、ジェイソン・ブースと初防衛戦を行い3回に左目を有効打でカットし苦戦したが12回2-0(116-112、116-113、114-114)の判定勝ちを収め王座返り咲き後初防衛に成功した。
2011年3月26日、南アフリカヨハネスブルグのナスレク・インドア・アリーナでタカラニ・ヌドロブと3度目の対戦を行い、ヌドロブの積極アタックに苦しみ最大8点差を付けられ12回0-3(2者が110-118、112-116)の判定負けで返り咲き後2度目の防衛に失敗し、不可解な地元判定に泣く形で王者から陥落。逆にヌドロフはモリターとの3度目の対戦で王者獲得を果たした。
2011年11月5日、ケベック州ケベック・シティのコリシー・デ・ペプシにてIBF世界バンタム級8位セバスチャン・ゴーチエと再起戦を行い、レフリーストップ寸前まで追い詰められながら10回2-1(2者が96-94、94-96)の判定勝ちで辛くも逃げ切り、復帰戦を白星で飾った。
2012年9月22日、北アイルランドベルファーストにあるオデッセイ・アリーナにて、IBF世界スーパーバンタム級ランキング15位で、コモンウェルスイギリス連邦スーパーバンタム級王者で、IBFインターコンチネンタルスーパーバンタム級王者で、ジャッカルの異名を持つカール・フランプトンと対戦し、3回と4回にダウンを奪われると一方的にフランプトンペースになり、6回にダウンを奪われるとそのままレフェリーに止められ試合終了。6回2分21秒TKO負けを喫しIBFインターコンチネンタル王座とコモンウェルス王座獲得に失敗。IBFとWBCのランキングから外れノーランカーになった。
2013年2月5日、現役引退を発表した。

## 獲得タイトル
- カナダスーパーバンタム級王座（防衛0=返上）
- WBF世界バンタム級王座（防衛1=返上）
- コモンウェルスイギリス連邦バンタム級王座（防衛0=返上）
- NABF北米バンタム級王座（防衛0=返上）
- 第13代IBF世界スーパーバンタム級王座（防衛5）
- 第15代IBF世界スーパーバンタム級王座（防衛1）